# Oleria victorine
Oleria victorine är en fjärilsart som beskrevs av Guérin 1844. Oleria victorine ingår i släktet Oleria och familjen praktfjärilar. Inga underarter finns listade i Catalogue of Life.

## Bildgalleri

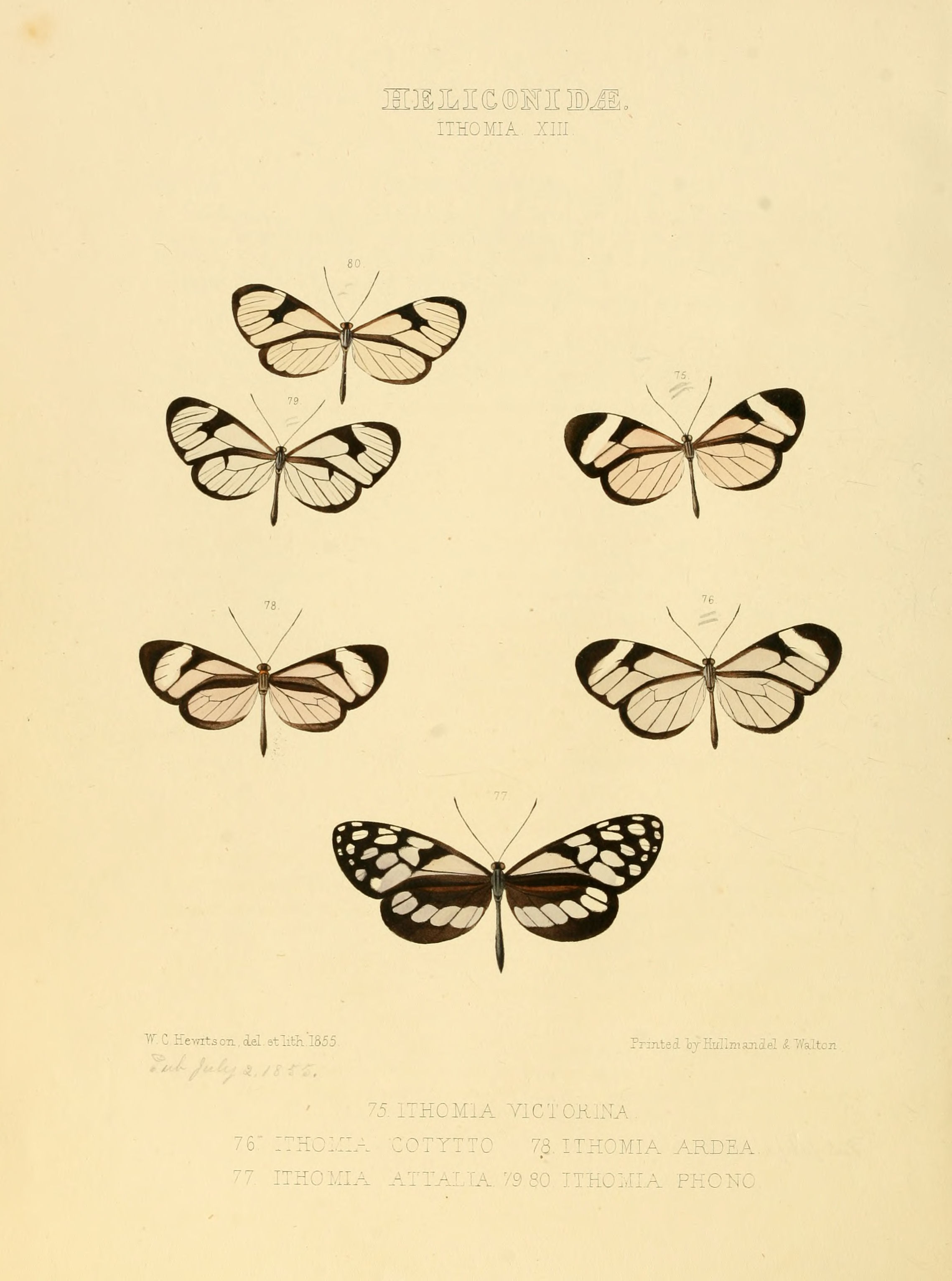